# Eusébio
Eusébio da Silva Fereira (Maputo, Mozambik, 25. siječnja 1942. – Lisabon, 
Portugal 5. siječnja 2014.), bio je portugalski nogometaš podrijetlom iz Mozambika. IFFHS ga je proglasio za 9. najboljeg igrača svih vremena, dok ga je Nogometna federacija Portugala 2003. godine proglasila za najboljeg nogometaša te države u proteklih 50 godina. Nalazi se na popisu najboljih 100 nogometaša po izboru FIFE i Peléa 2004. godine. Poznat po nadimcima Crna pantera i Crni biser.
Godine 1965. dobio je i Zlatnu loptu France Footballa. S portugalskom reprezentacijom osvojio je treće mjesto na Svjetskom nogometnom prvenstvu u Engleskoj 1966. godine i bio proglašen za najboljeg strijelca s 9 postignutih golova dobivši Zlatnu loptu. Četiri puta bio je najbolji strijelac portugalske lige. Dva puta dobio je Europsku zlatnu kopačku u sezonama 1967./68. (te se godine prvi put dodjeljivala nagrada) i 1972./73. za najboljeg strijelca u europskim prvoligaškim nogometnim natjecanjima. Bio je poznat po brzini i jakom udarcu desnom nogom. Prvi je nogometaš iz Afrike, koji je postao svjetska klasa.

## Igračka karijera

### Klupska karijera

#### Početci
Karijeru je počeo u Sportingu iz Maputa. Mogao je trčati 100 m za 11 sekundi. Tamo ga je zapazio brazilski trener i bivši nogometaš José Carlos Bauer, kada je imao 18 godina. Bauer je bio impresioniran i preporučio ga je brazilskom klubu São Paulu, koji su ga odbili dovesti. Preporučio ga je zatim treneru Béli Guttmannu, koji je tada trenirao Benficu. Umiješao se i Sporting iz Lisabona, jer je Sporting iz Maputa bio njihova podružnica. Eusébio je ipak prešao u Benficu, jer su bili uporniji i konkretniji.

#### Benfica
Najveći dio svoje karijere proveo je u Benfici, gdje je igrao 15 godina od 1960. do 1975. godine, i za to vrijeme postigao 315 pogodaka na 301 utakmici, u prosjeku 20 po sezoni. Najbolji je strijelac kluba svih vremena. U 727 nastupa u karijeri postigao je 715 pogodaka. S Benficom osvojio je 11 portugalskih prvenstava (1961., 1963-65., 1967-69., 1971-73., 1975.) i 5 portugalskih kupova (1962., 1964., 1969., 1970., 1972). Igrajući za Benficu u 7 prvenstvenih sezona bio je najbolji ligaški strijelac (1964-68., 1970., 1973).  

#### Ostali klubovi
Nastupao je još za šest klubova iz Sjeverne Amerike te još dva iz Portugala. Igrao je za Toronto Metros-Croatia, klub hrvatskih iseljenika u Kanadi. U klubu su kada i on igrali i hrvatski nogometaši Ivica Grnja, Filip Blašković, Ivan Lukačević i Damir Sutevski. Zajedno su osvojili prvenstvo Sjeverno-američke profesionalne lige 1976. godine.

### Reprezentativna karijera
Bio je član portugalske reprezentacije koja je osvojila treće mjesto na Svjetskom nogometnom prvenstvu u Engleskoj 1966. godine. Na tom prvenstvu bio je proglašen za najboljeg strijelca s 9 postignutih pogodaka i bio dobitnik Zlatne lopte.

## Trenerska karijera
Nakon igračke karijere posvetio se trenerskom pozivu. Polazio je trenersku školu koju je završio 1980. godine. 

## Vanjske poveznice
- Nogometni leksikon: Eusebio, Ferreira Eusebio da Silva